# Pierre Briançon
Pour les articles homonymes, voir Briançon (homonymie).
Pierre Briançon, né le 3 août 1954 à Tunis, est un journaliste et écrivain français.

## Biographie

### Jeunesse et études
Pierre Briançon est le fils de Claude Briançon, procureur de la République décédé en 1988 qui exerça à Bordeaux, Tunis et Chambéry. 
Il est diplômé de l'Institut d'études politiques de Paris en 1975 et obtient un master en droit d'Université Panthéon-Assas en 1976.

### Parcours professionnel
Il participe ensuite à la création d'un nouveau quotidien, Forum International.
Il devient rédacteur en chef du service économique de Libération en 1980, service qu'il crée en compagnie de Laurent Joffrin. Pierre Briançon devient ensuite correspondant pour le quotidien à Moscou, puis Washington.
Il est le frère de Bernard Briançon, ancien journaliste de television sur LCI, et de Nicolas Briançon, acteur et metteur en scène de théatre.
De 1996 à 1998, il est rédacteur en chef de Libération. Il est ensuite directeur adjoint du magazine économique L'Expansion jusqu'en 2000.
En 2003, il est l'éphémère rédacteur en chef de La semaine de l'économie, sur France 5, puis il prend la direction du bureau parisien de Dow Jones Newswires, et démissionne trois ans plus tard pour rejoindre le site de commentaires financiers BreakingViews, dont il est le correspondant a Paris. Il intervient régulièrement sur la chaîne France24 et rédige régulièrement pour Reuters.
En 2003 toujours, il anime une émission radio sur BFM radio, un débat sur des actualités économiques avec les auditeurs,. 
En 2010, il devient rédacteur en chef Europe de Reuters BreakingViews à Londres. Ses commentaires économiques et financiers sont régulièrement publiés dans Le Monde, le New York Times, ou encore El País.
En mars 2015, il participe au lancement de Politico Europe dont il devient le correspondant à Paris. 
En 2018, il est recruté par le groupe Dow Jones à Londres, avant de rejoindre à nouveau Reuters Breakingviews en mars 2022.

## Vie privée
Il a quatre enfants et vit à Londres.

## Publications
- À gauche en sortant de la droite, Paris, Éditions Grasset et Fasquelle, 1986, 270 p.  (ISBN 2-246-34901-X)
- Héritiers du désastre : précis de décomposition de l'univers soviétique, Paris, Éditions Calmann-Lévy, 1992, 223 p.  (ISBN 2-7021-2110-1)
- Messier Story, Paris, Éditions Grasset et Fasquelle, 2002, 413 p.  (ISBN 2-246-63031-2)
- San Quentin jazz band, Paris, Éditions Grasset et Fasquelle, 2008, 366 p.  (ISBN 978-2-246-67631-7)
- Romance in the dark, (English Edition), Self-published, 2014, 233p